# 大刀屻
大刀屻（英語：Tai To Yan），是香港的一座山，位於新界北部林村郊野公園內，主峰高566米，跨越北區、大埔區和元朗區。大刀屻山脊兩側都是懸崖或斜坡，形狀像刀刃向上的一張刀，故得其名。
大刀屻有兩個主要山峰，北面副峰名爲「北大刀屻」，南面主峰正式名稱亦爲「大刀屻」，為分辨二者，大刀屻主峰又被坊間稱為南大刀屻。

## 名稱由來
大刀屻原來名稱爲剃刀屻，土名橫台山、尖山洞。由於剃刀屻周邊多爲客家村落，港英政府負責記錄地名的官員按照客家話口音將「剃」字記錄成英語「Tai」，早年港英政府製作的官方地圖僅標示英語地名，後人又按照粵語拼音習慣將地圖上的「Tai To Yan」返譯中文成「大刀屻」三字，由此「大刀屻」成爲政府認可的官方名稱，「剃刀屻」之名逐漸爲後人所遺忘。
昔日因為鄉音造成的誤解，大刀屻又被稱為大頭羊，亦有誤傳爲大炭秧。
另外，大刀屻的「屻」字在傳統上會寫成「岃」，即大刀岃。

## 行山交通
起點: 巴士64K由大埔港鐵站或太和港鐵站, 於嘉道理農場下車。此九巴線設雙向分段收費，所以乘坐往元朗方向的64K，在嘉道理農場下車時再拍八達通可省回二元六毫。
終點: 粉嶺港鐵站往各區。粉嶺華明邨也有巴士總站往港九各區。

## 天險
大刀屻曾經是香港著名險峰，主峰以南沿山脊線延伸的一段山徑沙浮石滑且非常狹窄，兩邊都是近乎懸崖的斜坡，僅夠二人通過，早年被行山人士譽爲「天險」，曾發生墮崖事故，後來香港政府於險處加建金屬鐵鏈欄杆，被行山界雅稱爲「金銀橋」，政府亦修整容易滑坡的山徑路段，山徑已變得相對平坦易走，加上近年香港行山風氣熾熱，舊時雜草叢生的山徑經過遊人頻繁踩踏後已變得清晰明顯，故大刀屻山脊線主徑現今已幾近無險，不過，其他循山坡攀升的野徑仍有一定危險。
大刀屻主峰山頂設有地政總署測繪處的二等三角網測站，編號415

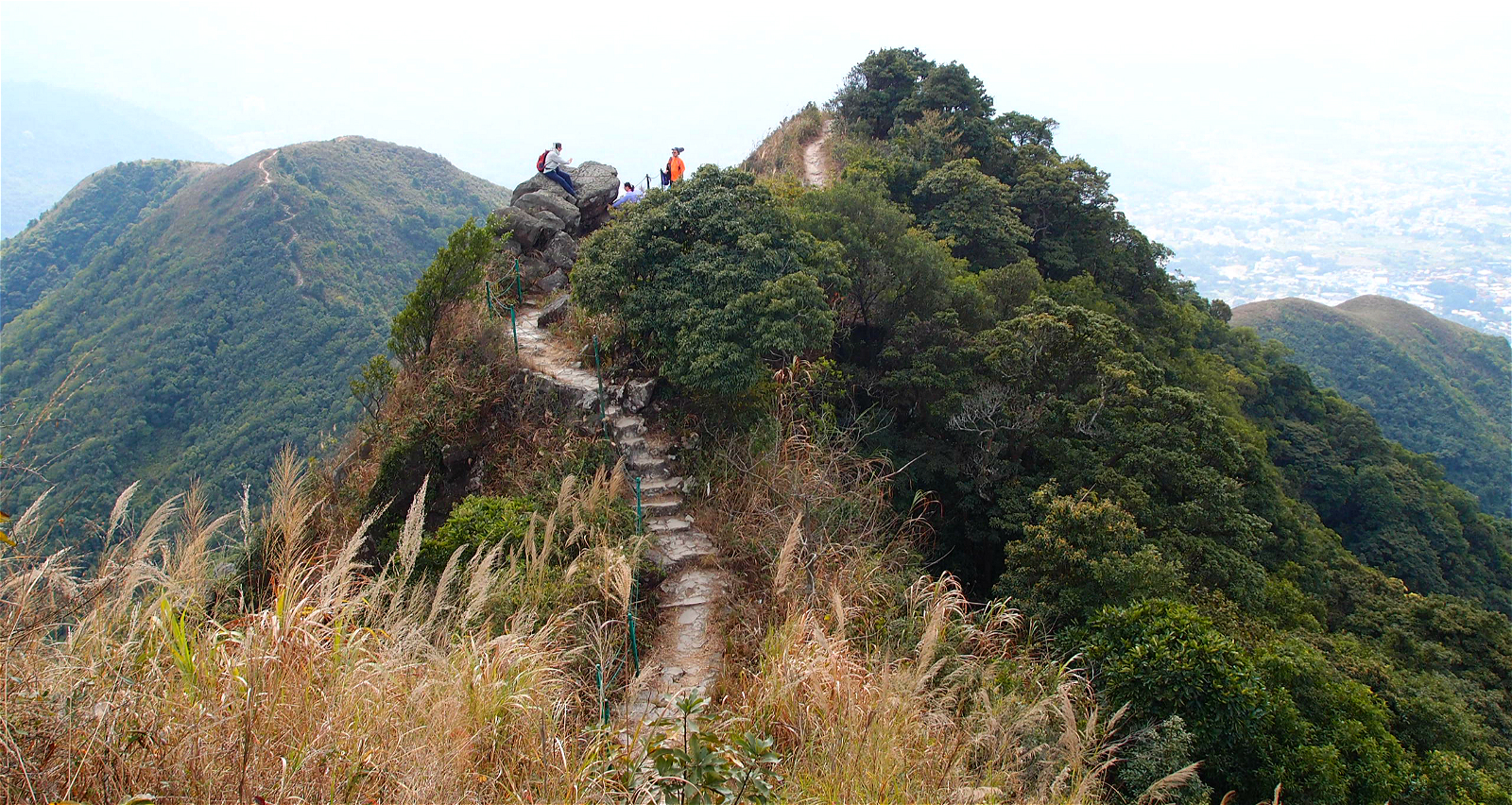
大刀屻的山脊

## 牛牯角
大刀屻主峰東北方有一溪谷名爲「牛牯角」（英語：Ngau Kwu Kok），清中葉時有客家宋張二氏從嘉應（ 今天的梅州市）五華遷居至此建村，後因人丁繁衍，耕地不足，約百年前舉村遷到谷外的打石湖，牛牯角逐漸荒廢，爲密林所覆蓋，僅餘一些殘留建築，不過山谷下部近打石湖村部分仍有農田，山坡上亦可見梯田的痕跡，流淌谷內的溪流發源於大刀屻近山頂處，爲雙魚河的上源。

## 雙羊石澗
在打石湖走廊北部，營盤谷南面的山谷中，有一條水量充沛的石澗，因其同時發源於大刀屻主峰和北大刀屻，而兩山又有「南北大頭羊」之別稱，故該石澗又被行山界稱爲「雙羊石澗」。

## 橫台山
大刀屻土名橫台山，因大刀屻主峰和副峰北大刀屻高度相近，遠看兩個山峰之間的山脊線像連成一條直線，山體猶如一個平台而得名。大刀屻西坡下的多條村落亦因而冠以「橫台山」之名。斗轉星移，現代已無人稱呼大刀屻爲「橫台山」，但「橫台山」之名卻被以其命名的村落傳承，現今「橫台山」之名已演變成爲大刀屻西坡下、八鄉東部多條以「橫台山」命名之村落一帶的地名。目前，橫台山一帶有多條政府認可原居民村落、數條非原居民村落，以及低密度私人屋苑。

## 註腳
1. ↑  . 漁農自然護理署. 9月15日  [2010-09-15]. （原始内容存档于2017-07-15）.
2. ↑  “來龍去脈”—香港山脈走勢探討（三） （页面存档备份，存于）參見新界鄧氏族譜內有關鄧氏始祖鄧符協在丫髻山“玉女拜堂”的點穴描述，提及「剃刀屻」。
3. 1 2  .   [2017-10-17]. （原始内容存档于2017-10-16）.
4. ↑  .   [2017-10-17]. （原始内容存档于2020-08-04）.
5. ↑  .   [2017-10-17]. （原始内容存档于2018-02-28）.
6. ↑  .   [2019-01-31]. （原始内容存档于2020-11-02）.
7. ↑   (PDF). 地政總署測繪處. 9月15日  [2010-09-15]. （原始内容存档 (PDF)于2013-03-14）.
8. ↑  .   [2017年10月17日]. （原始内容存档于2020年11月6日）.